# Taš-Kômùrgrot
De Taš-Kômùrgrot (Kirgizisch: Таш-Көмүр үңкүрү, Russisch: Пещера Таш-Кумыр, Engelse transliteratie: Tash-Kömür cave, ook geschreven als Tashkömür) is een abri en archeologische site uit het mesolithicum. Ze bevindt zich in de kalksteenrots van de berg Uzunakmat, 5 km stroomopwaarts op de linkeroever vanaf de monding van de Kara-Suu, een rechter zijrivier van de Naryn.
De lengte bedraagt 14,5 m, de breedte 6,5 m bij de opening, en de hoogte van de monding is 6 m. Bij de ingang bevindt zich een platform van 5,5 m breed. Op de onderzoekslocatie werden op een diepte van 1,1 m talrijke stenen werktuigen, schrabbers, microklingen en andere vuurstenen gevonden. De artefacten werden toegeschreven aan de Obišircultuur.